# 高知東部交通
高知東部交通株式会社（こうちとうぶこうつう）は、高知県安芸市に本社を置くバス事業者である。高知県内のほぼ全域に路線を持っていた高知県交通（現・とさでん交通）の地域分社化により、主に高知県東部を担当する会社として1998年に設立された。
一般路線バスの運行エリアは、本社のある安芸市を中心に、安田町、田野町、奈半利町、室戸市、東洋町、馬路村、北川村、芸西村、香南市、南国市、高知市へ乗り入れる。

## 事業所

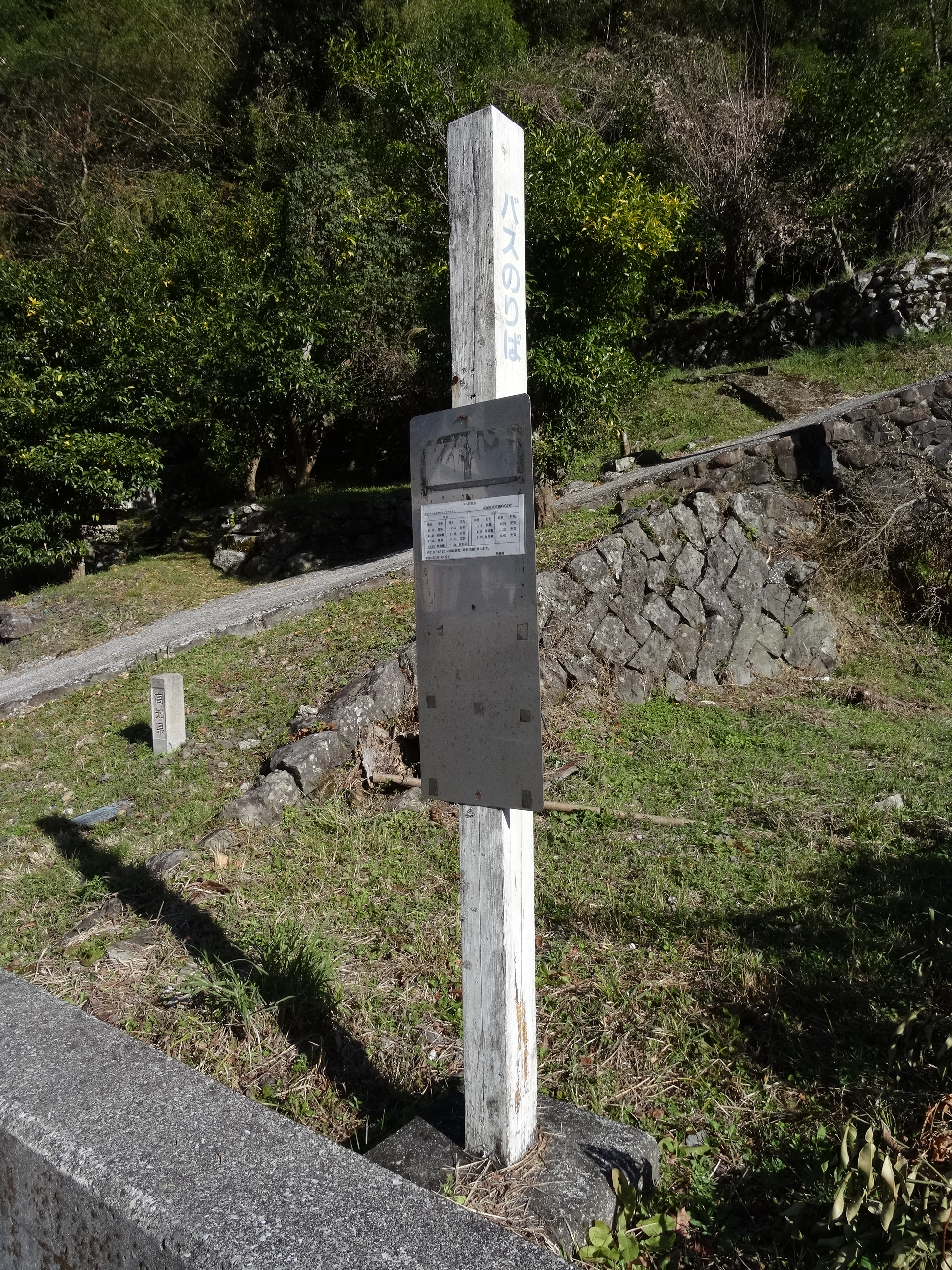
停留所一例（馬路橋）

本社・安芸営業所
高知県安芸市千歳町15-26
室戸営業所
高知県室戸市室戸岬町5366

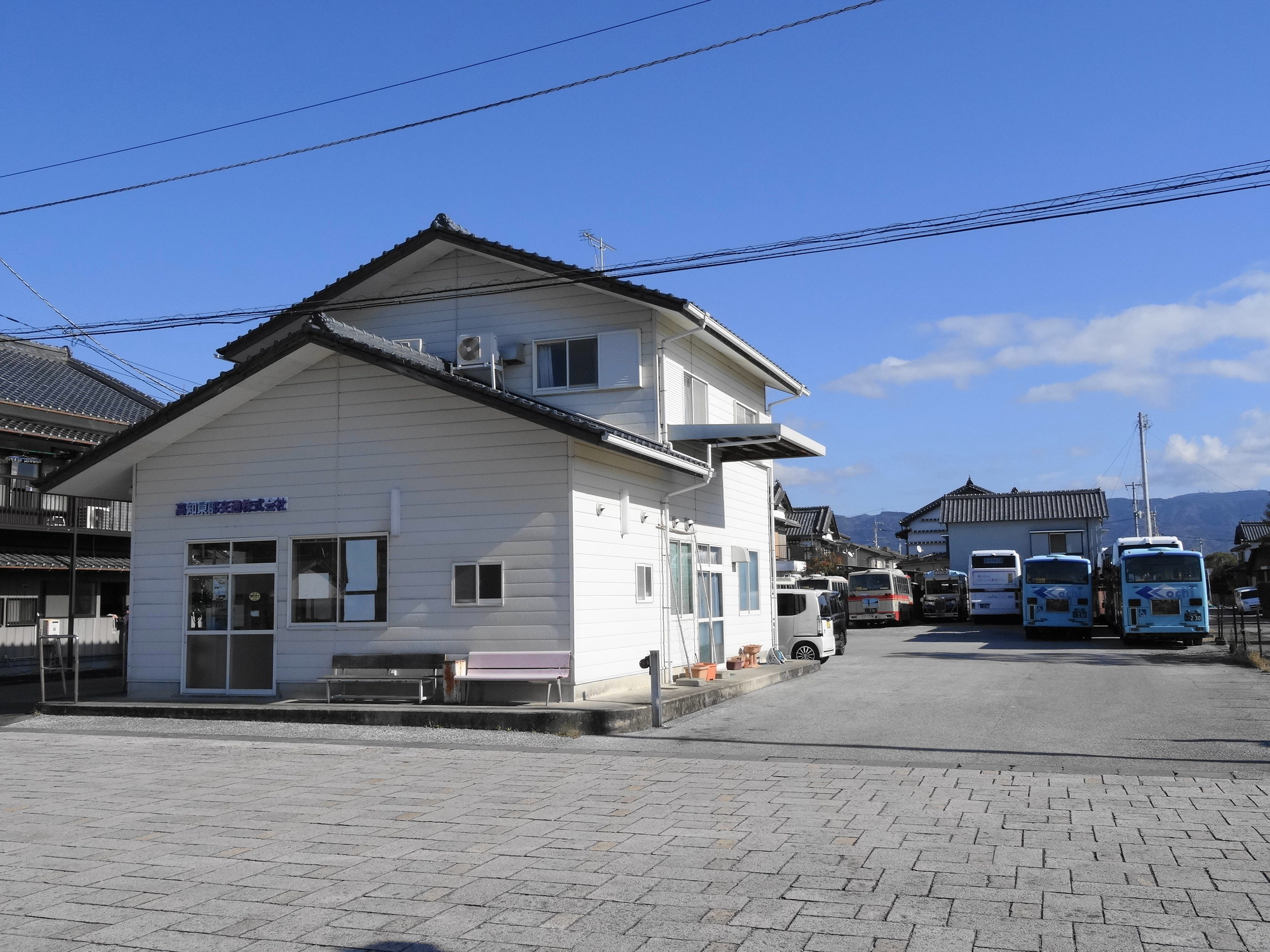
本社・安芸営業所
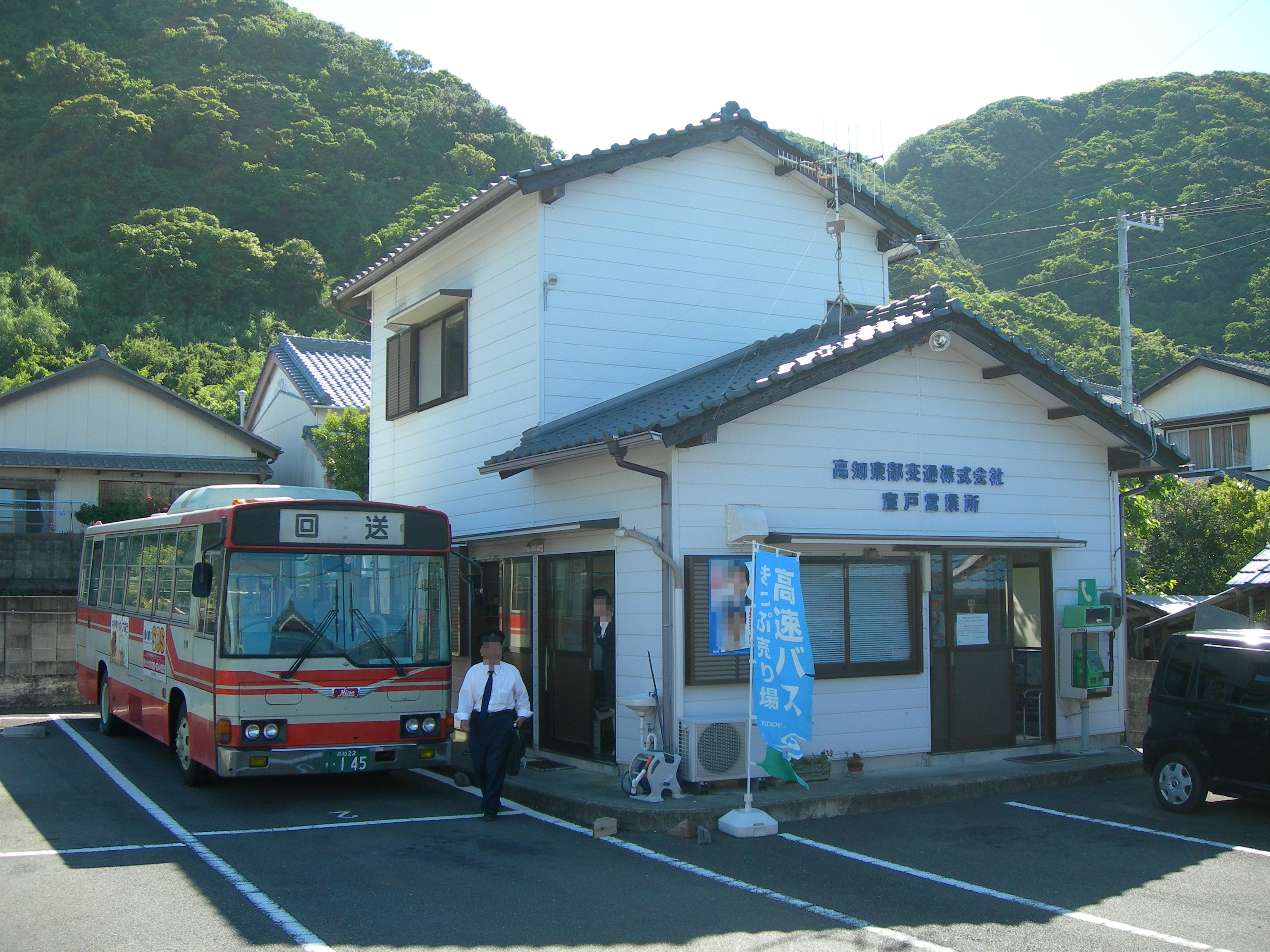
室戸営業所

## 運賃・乗車券類
交通系ICカード「ですか」が利用できる。

### 割引乗車券
室戸岬方面の観光客の利便を図るため、2017年（平成29年）7月現在で以下の割引乗車券が発売されている。高知東部交通では発売を行わない。
室戸ジオパーク観光フリーきっぷ
高知空港到着便利用者限定。高知東部交通は一般路線全区間を2日間利用できる。
四国みぎした55フリーきっぷ
徳島駅 - 室戸岬 - 高知間の国道55号に沿った区間のJR線（牟岐線全線と土讃線の後免 - 高知間）、阿佐海岸鉄道線（土休日運行全席指定制の室戸発着の1往復を除く）、土佐くろしお鉄道線と高知東部交通の路線バスが3日間乗り降り自由のJR特別企画乗車券。JR四国みどりの窓口の他、阿佐海岸鉄道宍喰駅と土佐くろしお鉄道安芸駅・奈半利駅で発売。
バス・路面電車一日乗車券
とさでん交通発売の一日乗車券で高知東部交通では安芸 - 高知線に限り有効。
販売終了
販売終了した割引乗車券は、JR四国発行の「安芸・室戸観光きっぷ（旧安芸・室戸フリーきっぷ）」、「徳島・室戸・高知きっぷ」、「リョーマの休日 安芸・室戸フリーきっぷ」、JR各社発行の「周遊きっぷ 徳島・室戸・高知ゾーン」、国虎号利用者限定の「高知東海岸1日フリーきっぷ」などがある。

## 路線

### 一般路線

#### 安芸 - 奈半利 - 室戸岬 - 室戸世界ジオパークセンター線

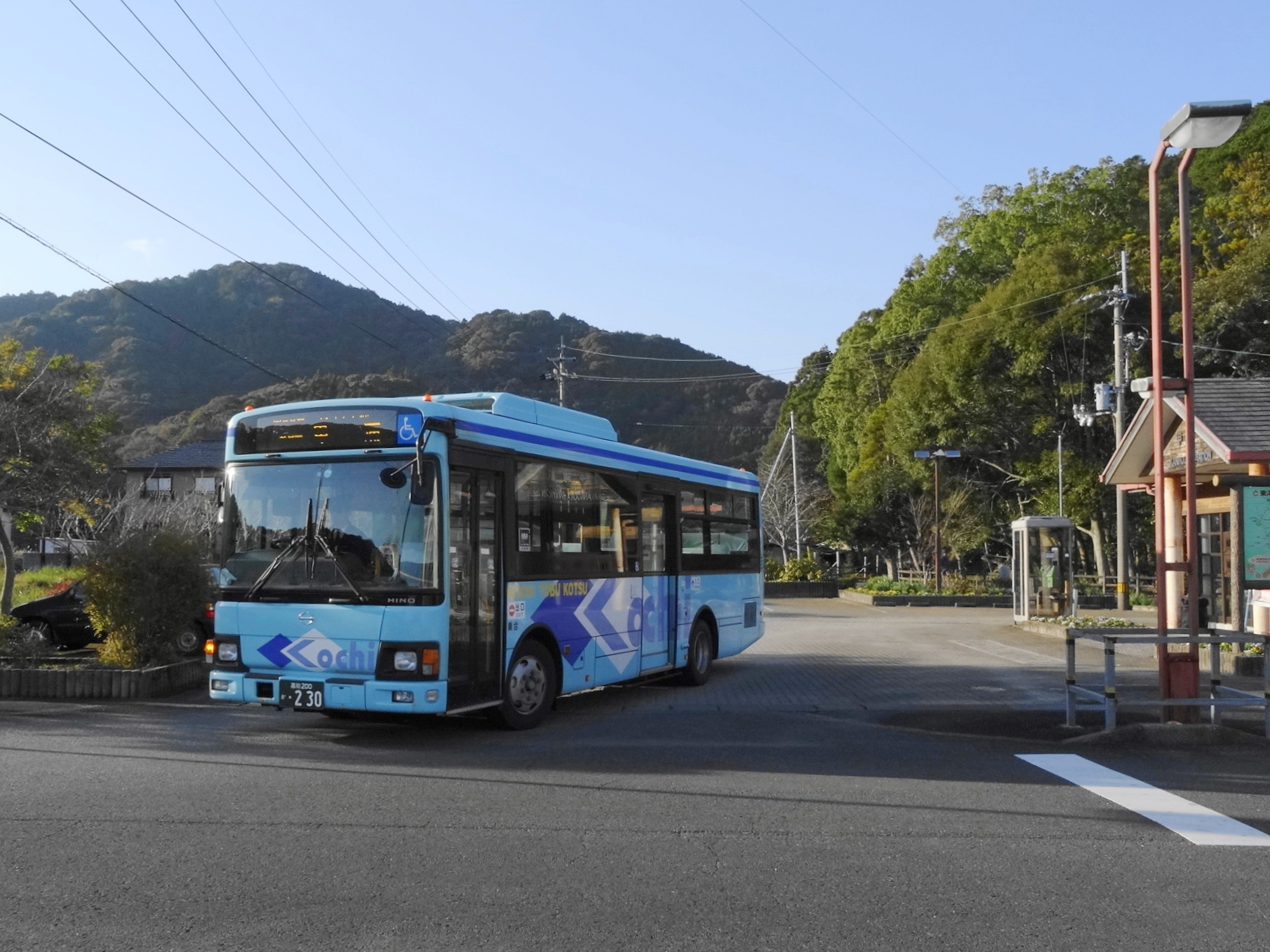
甲浦駅を出発（DMV乗り入れ工事開始前）

- 安芸営業所 - あき総合病院 - 安芸駅 - 安田役場通 - 田野役場通 - 奈半利駅 - 行当 - 室戸高校前 - 室戸 - 室戸営業所 - 室戸岬 - 室戸岬ホテル前 - シレスト室戸 - 室戸世界ジオパークセンター
- 安芸営業所 - あき総合病院 - 安芸駅 - 安田役場通 - 田野役場通 - 奈半利駅 - 羽根船場 - 行当 - 室戸 - 室戸営業所 - 室戸岬 - 室戸岬ホテル前 - シレスト室戸 - 室戸世界ジオパークセンター
- 安芸営業所 - 安芸駅 - 安田役場通 - 田野役場通 - 奈半利駅 - 行当 - 室戸 - 室戸営業所 - 室戸岬 - 室戸岬ホテル前 - 室戸世界ジオパークセンター
- 室戸世界ジオパークセンター → シレスト室戸 → 室戸岬ホテル前 → 室戸岬 → 室戸営業所 → 室戸 → 行当 → 奈半利駅 → 田野役場通 → 安田役場通 → あき総合病院 → 安芸営業所
- 奈半利駅 → 田野役場通 → 安田役場通 → 安芸駅 → 安芸高校裏門前 → 安芸営業所

#### 室戸 - 三津坂トンネル - 室戸世界ジオパークセンター - 甲浦線
- 室戸営業所 - 室戸 - 室戸高校前 - 三津坂トンネル - 室戸世界ジオパークセンター - むろと廃校水族館前 - むろと廃校水族館（一部便のみ） - 佐喜浜支所前 - 野根  - 海の駅東洋町 - 甲浦岸壁

2019年（令和元年）10月1日に国庫補助路線の要件を満たすため、室戸世界ジオパークセンターで路線分割を行った。室戸世界ジオパークセンターで甲浦方面・室戸岬・奈半利・安芸方面のバスがそれぞれ連絡しており、その際乗り継ぎ割引が受けられる。また、2021年（令和3年）12月25日より阿佐海岸鉄道のDMV化に伴い、甲浦駅・河内・白浜・甲浦の各停留所を廃止し、同社のDMVとは海の駅東洋町停留所にて接続する形に改められ、さらに2022年（令和4年）2月1日からは徳島バス南部との接続も海の駅東洋町停留所に改められた。同年6月1日からは「むろと廃校水族館」停留所を新設し一部の便が乗り入れている。
2007年（平成19年）4月1日に廃止された高知駅 - 高岡第一（ディープシーワールド）の便は土佐電ドリームサービスと共同運行で、高知駅 - 安芸営業所までは土佐電ドリームサービスの運転手が、安芸営業所 - 高岡第一（ディープシーワールド）は高知東部交通の運転士が運転した。そのため、高知東部交通の車両を土佐電ドリームサービスの運転士が運転する姿が見られた。2004年秋までは高知駅 - 甲浦岸壁の便が存在し、高知駅 - 安芸営業所、安芸営業所 - 室戸営業所、室戸営業所 - 甲浦岸壁と延べ3名の運転士によって運転された。

#### 安芸 - 安田 - 馬路 - 魚梁瀬
| 馬路村中心部を行く |  | 魚梁瀬バス停 |
| 馬路村中心部を行く |  | 魚梁瀬バス停 |

- 安芸営業所 - あき総合病院 - 安芸駅 - 安田役場通 - 安田中学校前 - 馬路役場前 - 釈迦分岐 - 魚梁瀬[10]

安芸営業所 - 馬路役場前間の区間便も設定される。安田役場通 - 魚梁瀬間は自由乗降区間で、区間内に安田駅前を含む。

#### 安芸 - 高知線
- 安芸駅 - 安芸ヤマト前 - 安芸営業所 - 和食 - 夜須駅 - 赤岡南町 - 野市龍河洞通 - 後免町 - 小篭通 - JA高知病院 - 南国バイパス - 知寄町三丁目 - はりまや橋 - 桟橋車庫
- 安芸駅 - 安芸ヤマト前 - 安芸営業所 - 和食 - 夜須駅 - 赤岡南町 - 野市龍河洞通 - 後免町 - 小篭通 - JA高知病院 - 南国バイパス - 知寄町三丁目 - はりまや橋 - 県庁前

2017年10月1日、とさでん交通より移管。2024年4月1日、上下各1便が安芸市役所に乗り入れ開始。

### 高速バス・空港連絡バス
国虎号（休止中）

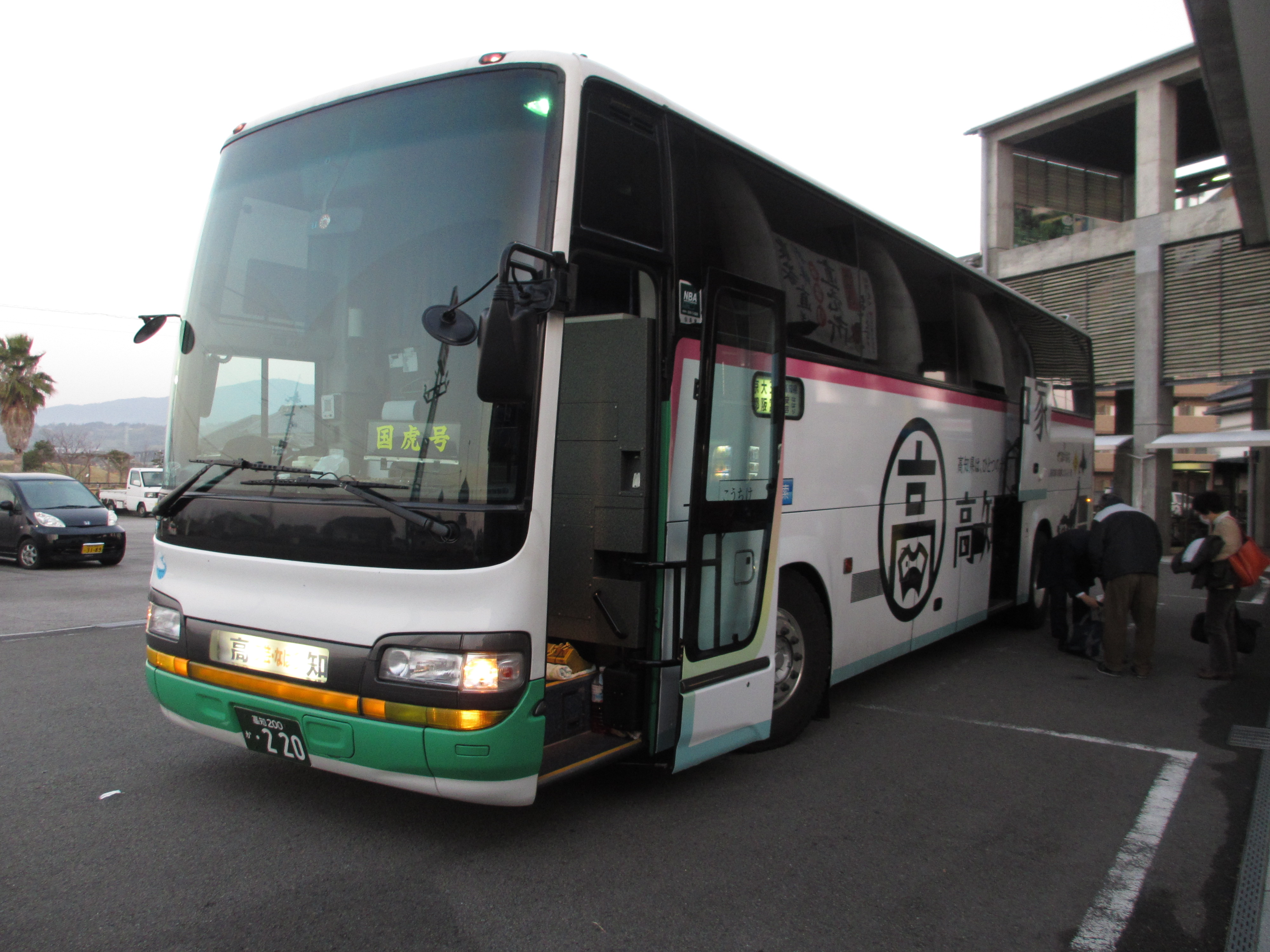
高速バス「国虎号」
近鉄バスからの譲受車（奈半利駅にて）

- 奈半利駅・田野役場通・安田役場通・安芸駅・和食・野市駅・山田駅通 - 三宮バスターミナル・近鉄なんば西口（OCAT）・京都駅八条口（近鉄バスと共同運行）

神戸・大阪・京都への夜行高速バス。2011年（平成23年）2月4日運行開始。2014年（平成26年）3月31日をもって運行休止。両社とも原則として独立3列シート車を使用して運行した。
安芸 - 高知龍馬空港（実証運行終了）
- 安芸駅・安芸営業所・和食・夜須・赤岡南町・野市 - 高知龍馬空港

2015年（平成27年）8月1日から同年12月31日まで運行（一部期間は土日祝日のみ）。2016年（平成28年）以降の運行は計画されていない。
他社高速バス路線の発券取扱
- 安芸営業所にも発着する高知 - 大阪線よさこい号を始めとしたとさでん交通が運行する高速バス各路線、徳島バスが運行する室戸 - 大阪線の発券を取り扱う[15][16]。

## 車両
大半が高知県交通から譲渡された旧式車両であったが、2002年（平成14年）よりノンステップバス導入による旧式車両の置き換えが順次行われている。
路線車の主力は中型車日野・レインボーRJ・HR系で、日産ディーゼル（現:UDトラックス）U系（高知県交通譲渡車）が充当されることもある。狭隘路を行く馬路・魚梁瀬便は小型車両で運行される。2024年には
高知県の路線バス事業者として初のハイブリッド車（日野・ブルーリボン2SG-HL2ANBP型、347号車）を導入した。 
59号車（P-U32K、高知22き59）は2024年現在、数少ない富士重工5Eの稼働車の1台で、主に愛好家向けの貸切で使用されている。
高速バス「国虎号」の運行開始時に近鉄バスより高速バス用車両（日野・セレガR GD）1台を譲渡され、2017年にはとさでん交通から安芸 - 高知線の移管に伴い同社から車両の譲渡を受け、自社初の三菱製が導入された。

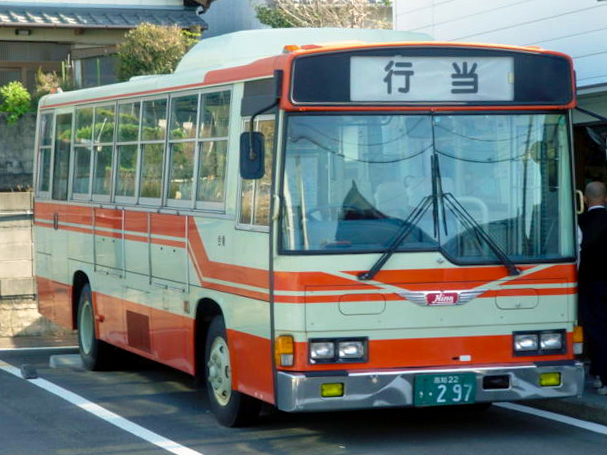
高知県交通からの移籍車両（日野・レインボーRJ）
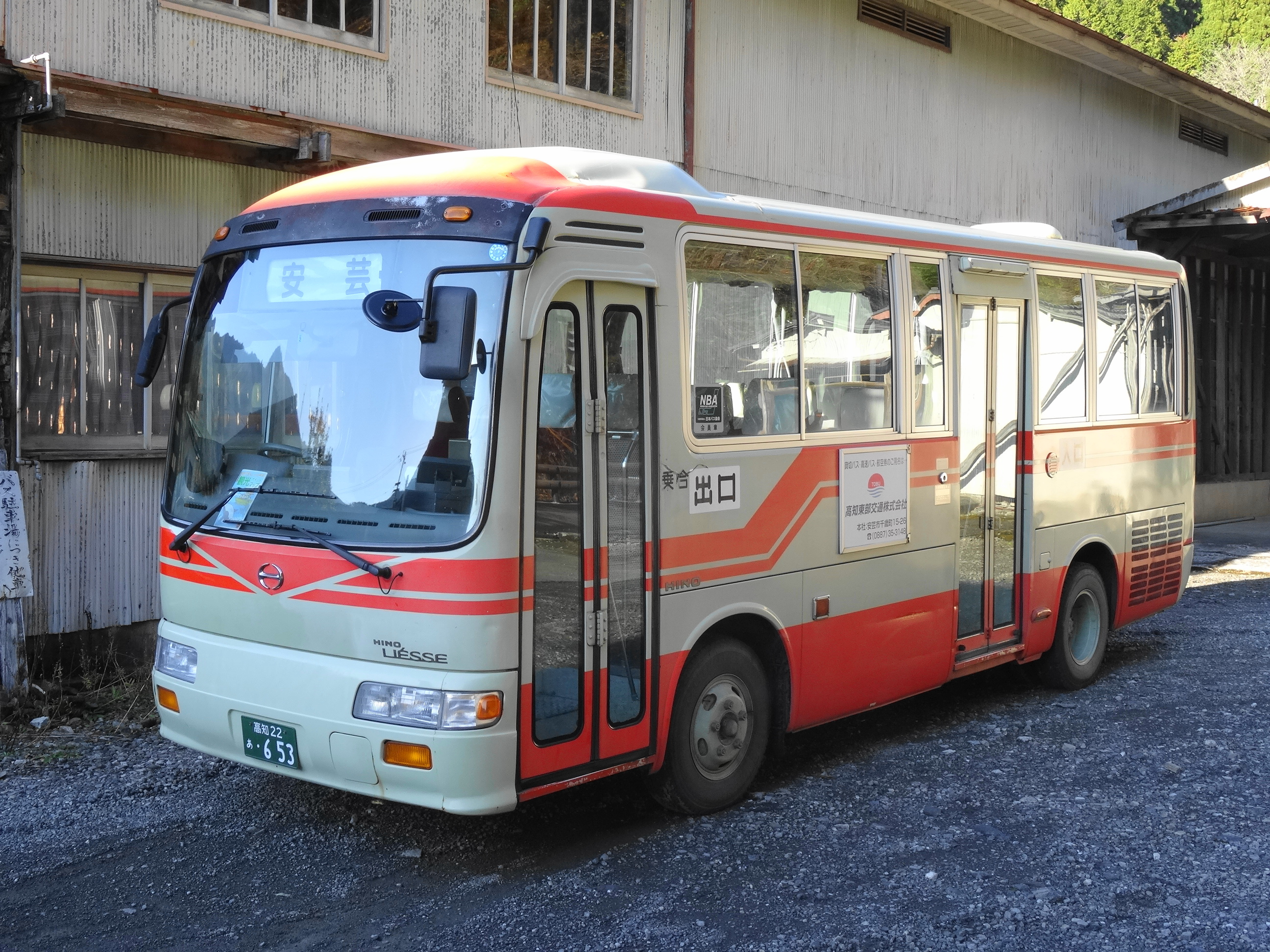
馬路・魚梁瀬便用の小型車両（日野・リエッセ）
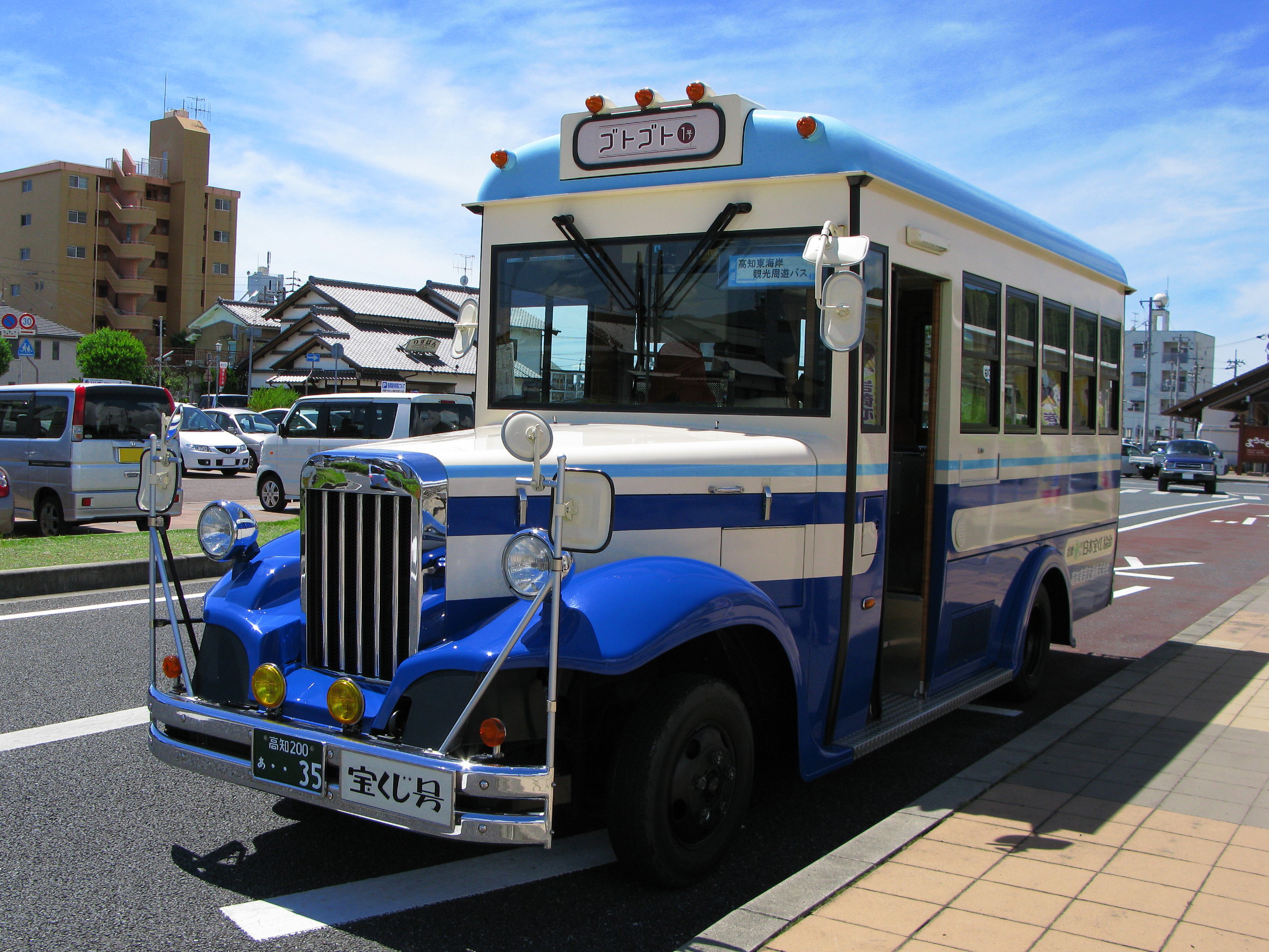
観光を主目的に運行されるボンネットバス
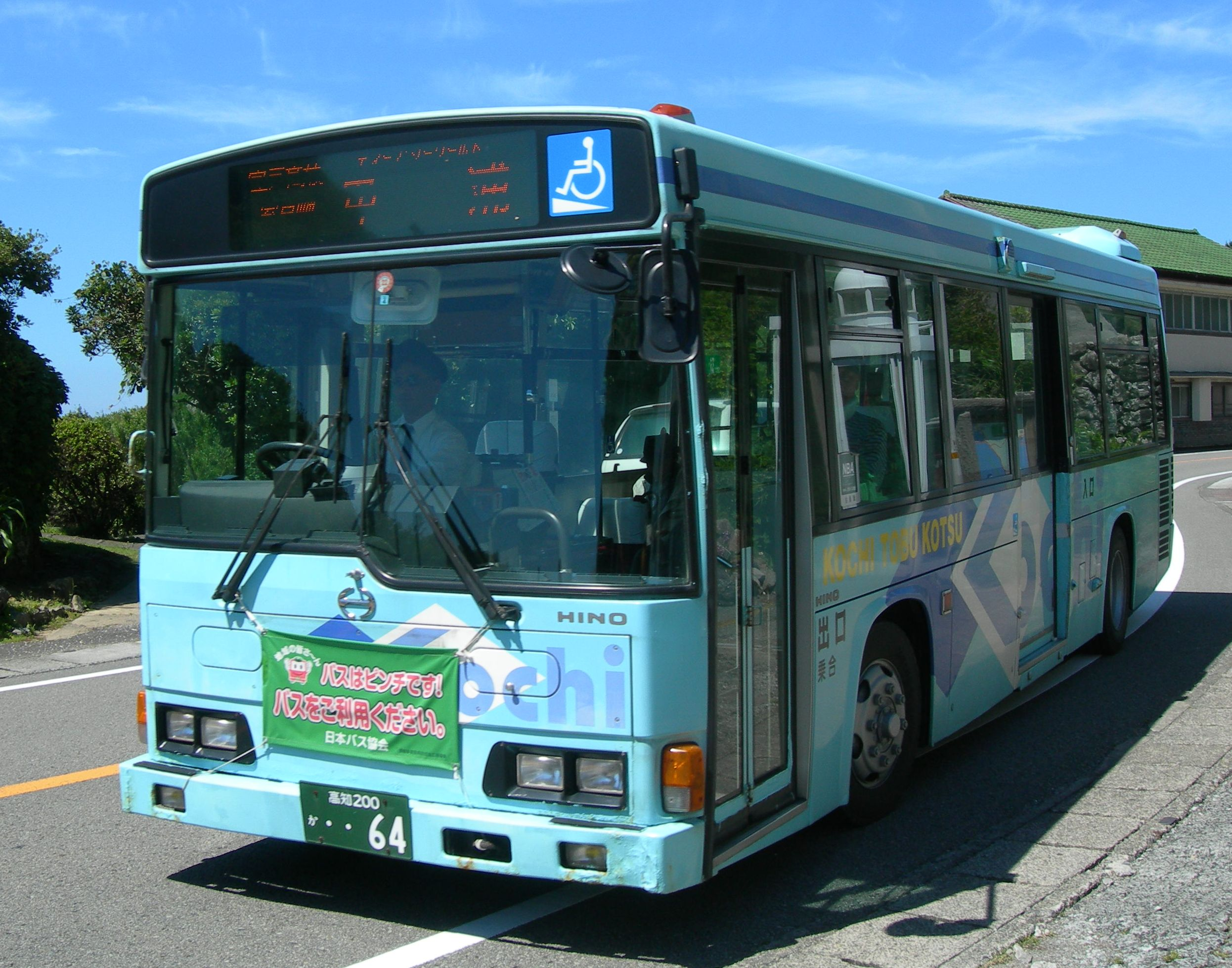
路線バス車両